# Карл II (курфюрст Пфальцу)
Карл II (нім. Karl II.; 31 березня 1651 — 26 травня 1685) — 17-й Курфюрст Пфальцу в 1680–1685 роках.

## Життєпис
Походив з Рейнських Віттельсбахів, Зіммернської гілки. Старший син Карла I Людвіга, курфюрста Пфальцу. Його матір'ю була Шарлота Гессен-Кассельська. Народився 1651 року. Вже 1657 року батьки розлучилися. Був доволі хворобливою дитиною, що суттєво вплинуло на характер Карла. Освіту здобув під орудою Самуеля фон Пуфендорфом і Єзекіля Шпангайма.
У 1669 році мало не загинув унаслідок нещасного випадку. У 1670 році здійснив подорож Францією і Швейцарією, під час якої перехворів на віспу, через що його обличчя було спотворено. 1671 року за розпорядженням батька Карл одружився з данською принцесою. Цей шлюб виявився нещасливим: подружжя не підходили один одному, до того ж у них не було дітей, виникали навіть сумніви щодо наявності подружніх відносин. Бездітність пари підштовхнула Карла I Людвіга в 1677 році до спроби розірвати шлюб сина, але невдало. У 1675 році вирушив до Англії, з метою отримати військову допомогу проти Франції, проте без успіху. Втім стає кавалером Ордену підв'язки.
У 1680 році, після смерті батька, Карл II став курфюрстом Пфальцу. Відмовився від політики батька щодо релігійної терпимості, розпочавши утиски католиків і лютеран. Водночас він мав серйозні фінансові труднощі, з якими не міг упоратися навіть підвищенням податків. Тому 1682 року йому довелося закласти Франції місто Гермерсгайм на 20 років. Помер 1685 року, що спричинило Війну за Пфальцьку спадщину. Втім зрештою трон перейшов до Філіппа Вільгельма, представника Нойбурзької гілки Віттельсбахів.

## Родина
Дружина — Вільгеміна Ернестина, донька Фредеріка III, короля Данії і Норвегії.